# Allen Chastanet
Allen Michael Chastanet là một doanh nhân và chính trị gia người Saint Lucia đã trở thành Thủ tướng Chính phủ của Saint Lucia từ năm 2016. Ông là nhà lãnh đạo chính trị của Đảng Liên hiệp Công nhân, cũng như là thành viên quốc hội từ Micoud South. Trước đó, ông từng là Bộ trưởng Bộ Du lịch và Hàng không dân dụng.

## Giáo dục
Chastanet có bằng cử nhân của trường Đại học Bishop và một bằng thạc sĩ từ Đại học American.

## Kinh doanh
Chastanet là phó chủ tịch tiếp thị và bán hàng cho Air Jamaica. Ông cũng là giám đốc quản lý của Coco Palm Hotel.

## Sự nghiệp chính trị
Chastanet từng là Bộ trưởng Du lịch và Hàng không dân dụng và là thành viên của Thượng viện Saint Lucian từ năm 2006 đến năm 2011. Chastanet không thành công khi ứng cư cho một ghế o83 quốc hội từ khu vực Soufriere trong cuộc tổng tuyển cử năm 2011. Trong năm 2013, ông được bầu làm lãnh đạo của phe đối lập Đảng Liên hiệp Công nhân. Chastanet giành chiến thắng cho một chỗ ở quốc hội từ khu vực Micoud South trong cuộc tổng tuyển cử năm 2016. Ông tuyên thệ nhậm chức Thủ tướng Chính phủ từ ngày 07 tháng 6 năm 2016.

## Cuộc sống cá nhân
Allen Chastanet là con trai của doanh nhân Michael Chastanet. Allen Chastanet kết hôn với Raquel DuBoulay-Chastanet. Họ có hai con.